# Campagne-d'Armagnac
Campagne-d'Armagnac é uma comuna francesa na região administrativa de Occitânia, no departamento de Gers. Estende-se por uma área de 5,49 km². Em 2010 a comuna tinha 222 habitantes (densidade: 40,4 hab./km²).